# Сторожевые корабли и ракетные катера ВМС ГДР
В список сторожевых кораблей и ракетных катеров ВМС ГДР вошли все сторожевые корабли (СКР) и ракетные катера (РКА), поступившие в ВМС ГДР (Фольксмарине) в период 1956—1990 годов.

## Сторожевые корабли (Küstenschutzschiffe)

### Тип Горностай (Проект 50, Riga klass)

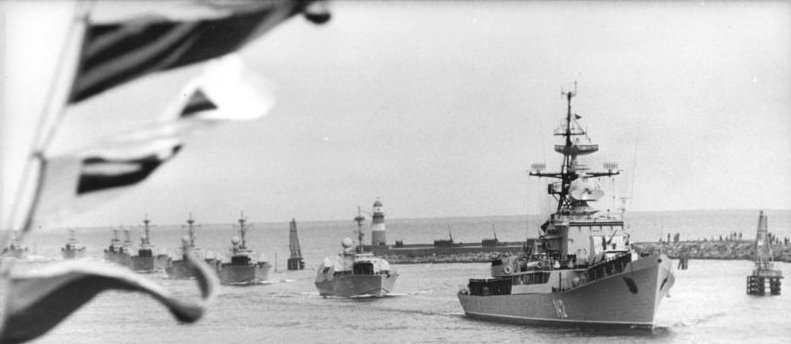

#### Список
1. «Эрнст Тельман» (1956—1977)
2. «Карл Маркс» (1959—1977)
3. «Карл Либкнехт» (1957—1968)
4. «Фридрих Энгельс» (1959—1969)

#### История
68 кораблей данного типа было построено в СССР на заводах № 445 (им. 61 коммунара) в Николаеве,ССЗ № 820 («Янтарь») в Калининграде, на ССЗ № 199 (им. Ленкома) в Комсомольске-на-Амуре в 1954—1958 годах. 4 корабля были переданы ВМС ГДР в 1956—1959 годах, где вошли в состав 4-й флотилии Фольксмарине. В начале 1960-х годов проходили модернизацию в Советском Союзе.

#### Характеристики
- Водоизмещение: 1054/1186 т.
- Размеры: длина 96,6 метр; ширина 10,2 метра; осадка 2,9 метров.
- Мощность: 20 030 л.с.
- Макс.скорость: 29,5 узлов; Дальность хода: ок. 2000 миль.
- Вооружение: 3 Х 1 100-мм АУ Б-34УСМА; 4 Х 37-мм АУ В-11 или В-11М, 2 или 3 533-мм ТА ДТА-53-50 или ТТА-53-50, 24 Х МБУ-200, 4 Х БМБ-2, 26 морских якорных мин на палубе.
- Экипаж: 168 человек.

### Тип ДЕЛЬФИН (Проект 1159, Koni klass)

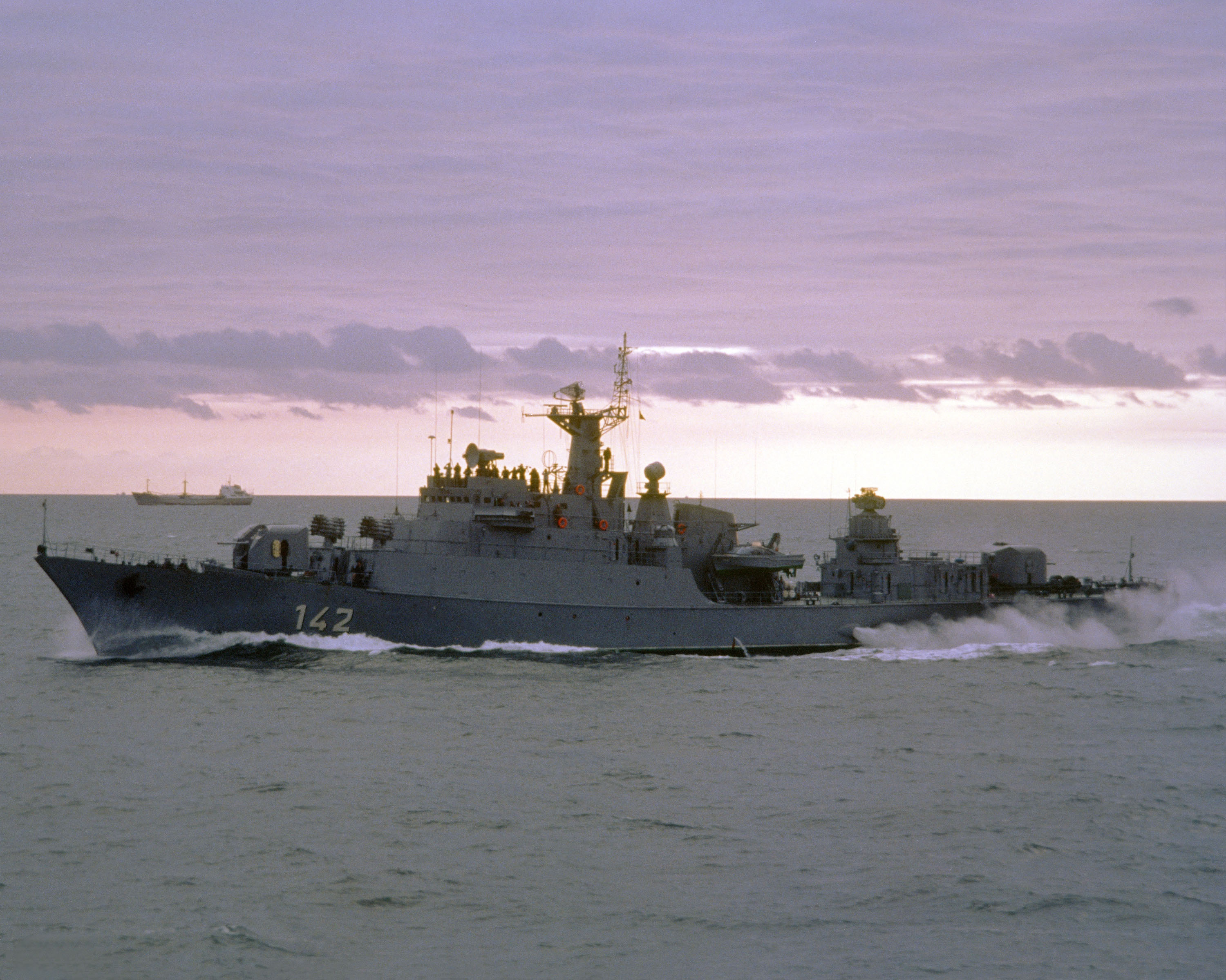

#### Список
1. «Росток» (1978—1990)
2. «Берлин» (1979—1990)
3. «Халле» (1986—1990)

#### История
Всего на ССЗ «Красный металлист» в Зеленодольске в 1975—1987 годах было построено 12 кораблей данного типа. Три из них в 1978,1979 и 1986 годах были переданы ГДР, где вошли в состав 4-й флотилии Фольксмарине.В 1990—1991 годах временно входили в состав ВМС ФРГ (классифицировались как фрегаты). «Берлин» и «Халле» разобраны на металл в 1995 году, а «Росток» — в 1998 году.

#### Характеристики
- Водоизмещение: 1515/1670 т.
- Размеры: длина: 96,51 метра; ширина: 12,56 метра;осадка:4,06 метров.
- Мощность: 18 000 л.с.
- Макс. скорость хода: 29,5 узлов; Дальность хода: ок. 2000 узлов.
- Вооружение: 4 x 30 мм. ЗАУ АК-230; 4 x 76,2-мм. АУ АК-726; 4 x ПУ ПКРК П-20; 4 x ПКР П-20 (SS-N-2C «Styx»); 2 x ПУ ЗиФ-122 ЗРК 8Э10; 20 x ЗУР 9М33 (SA-N-4 «Gecko»); 8 x ПУ МТ-4УС ЗРК «Стрела-3»; 16 x ЗУР 9М32М (SA-N-5 «Grail»); 24 x РБУ-6000 «Смерч-2»; 120 x РГБ-60;12 x ББ-1; до 14 мин в нагрузку.
- Экипаж: 110 человек.

## Ракетные катера

### Ракетные катера типа Оса-1 (Проект 205)

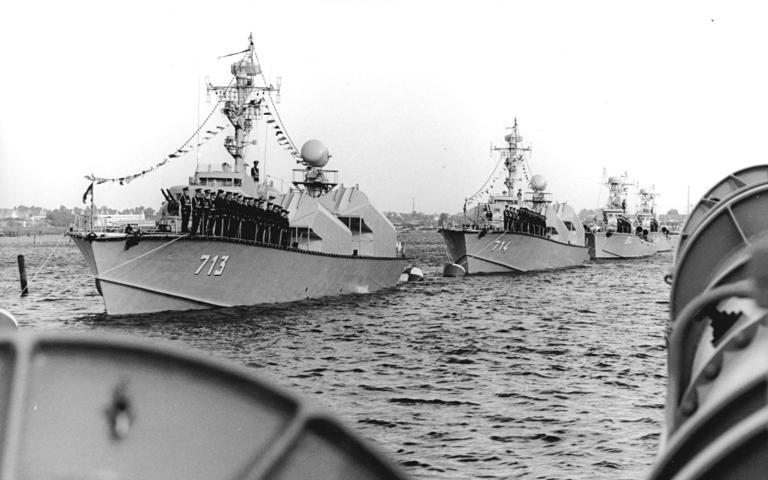

#### Список
1. «Макс Рейхпич» (с 1971 года S-31) (1962—1990),
2. «Альбин Кёбис» (c 1971 года S-32) (1962—1981),
3. «Рудольф Эгельгофер» (1964—1981),
4. «Рихард Зорге» (с 1971 года S-33) (1964—1990),
5. «Август Лютгенс» (1964—1990),
6. «Пауль Айзеншнайдер» (1964—1981),
7. «Карл Мезеберг» (1964—1990),
8. «Вальтер Кремер» (1964—1990),
9. «Пауль Шульц» (1964—1990),
10. «Пауль Вичорек» (1965—1990),
11. «Фриц Гаст» (1965—1990),
12. «Альберт Гаст» (1965—1990),
13. «Генрих Дорренбах» (1971—1990),
14. «Отто Тост» (1971—1990),
15. «Йозеф Шарес» (1971—1990).

#### История
Катера данного типа являлись развитием серии проекта 183Р «Комар». Строились в Советском Союзе с 1960 года до начала 1980-х годов на трёх заводах: Приморском в Ленинграде, Дальзаводе во Владивостоке и в Рыбинске. В 1962—1971 годах 15 катеров было передано ВМС ГДР. Корабли данного типа всё время службы находились в составе 6-й флотилии Фольксмарине. В 1981 году из списков флота были исключены три корабля. Остальные — в ходе упразднения Фольксмарине. «Генрих Дорренбах», «Отто Тост» и «Альберт Гаст» в 1993—1995 годах временно входили в ВМС Латвии. Названия получали в честь моряков-участников восстания 1918 года.

#### Характеристики
- Водоизмещение: 173/216 т.
- Размеры: длина: 38,6 м; длина:7,6 м; осадка:1,73 м.
- Мощность: 12 000 л.с.
- Макс. скорость хода: 39 узлов; Дальность хода: 2000 миль.
- Вооружение:4 x 30 мм. ЗАУ АК-230; 4 x ПУ КТ-97 ПКРК П-15
- Экипаж: 26 человек

### Малые ракетные корабли (Kleine Raketenschiffe)Тип Молния (Проект 1241РЭ, Tarantul klass)

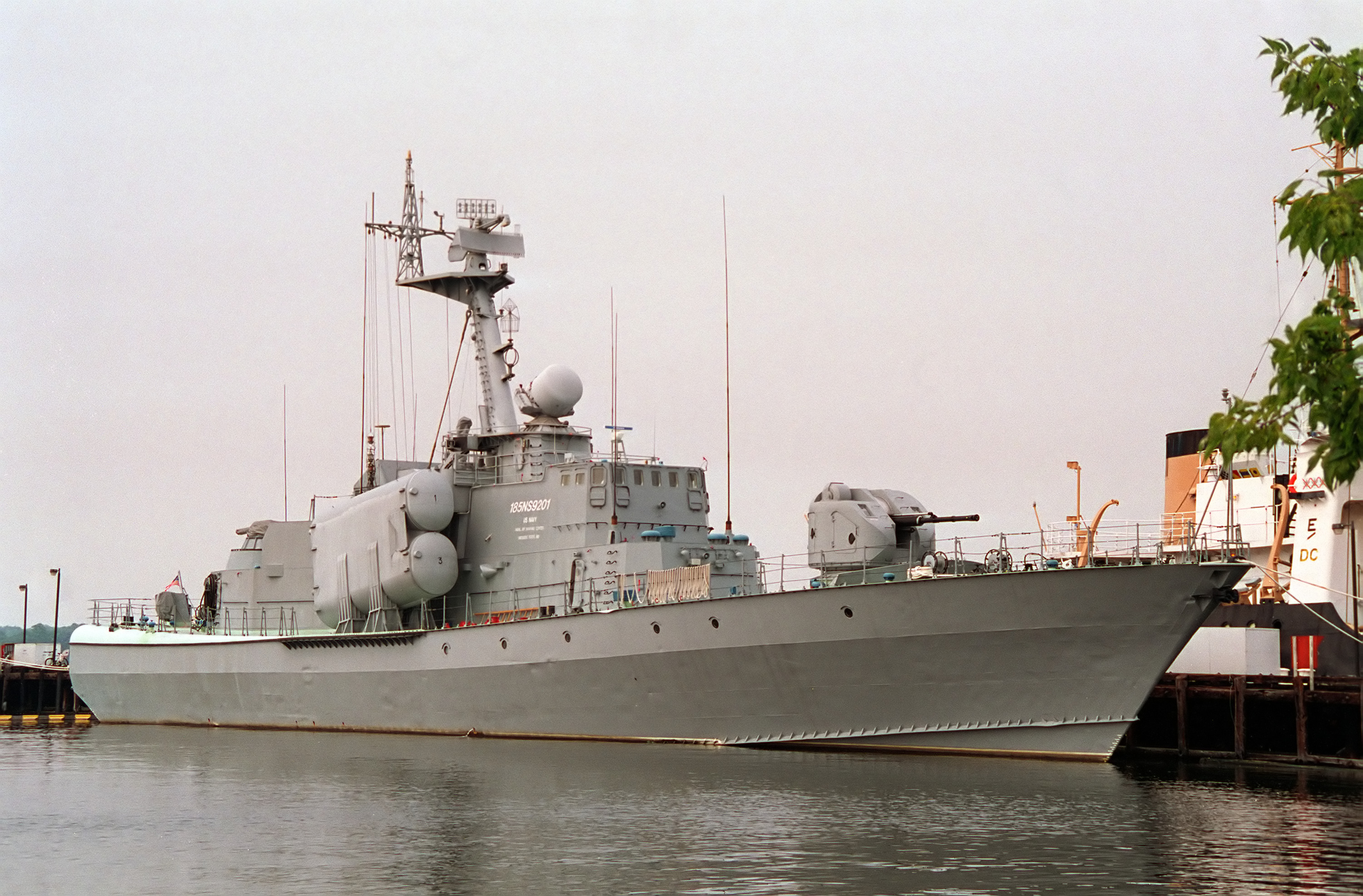

#### Список
1. «Альбин Кёбис» (1984—1990)
2. «Рудольф Эгельгофер» (1985—1990)
3. «Фриц Глобиг» (1985—1990)
4. «Пауль Айзеншнайдер» (1986—1990)
5. «Ганс Беймлер» (1986—1990)

#### История
В начале 1980-х годов перед командованием Фольксмарине встал вопрос замены устаревших ракетных катеров класса «Оса» на более современные корабли данного класса. С октября 1984 года по октябрь 1986 года в составе ВМС ГДР появились пять больших ракетных катера проекта 1241 советского производства. Несли службу в составе 6-й флотилии Фольксмарине. После упразднения Фольксмарине в 1990—1991 годах входили в состав ВМС ФРГ как корветы УРО. «Ганс Беймлер» в 1994 году установлен в качестве музея в Пенемюнде. «Рудольф Эгельгофер» в октябре 1996 года поставлен как мемориал в порту Фолл-Ривер у пирса Массачусетского мемориального музея «USS Massachusetts Memorial», открыт для посещения. Остальные разобраны на металл в 1994—1995 годах.

#### Характеристики
- Водоизмещение: 392/469 тонн;
- Размеры:длина: 56,1 м; ширина: 10,2 м; осадка: 2,5 м.
- Максимальная скорость хода: 42 узла; Дальность хода: 1400 миль
- Вооружение: 4 пусковых установки ПКР П-15 «Термит», 1 — 76-мм АК-176, 2 x 6 30-мм АК-630, 1 ПЗРК «Стрела-3» (боекомплект 16 ЗУР), 2 ПУ постановки помех ПК-16
- Экипаж: 41 человек.

### Малые ракетные корабли (Kleine Raketenschiffe) проекта 151 (Sassnitz-Klasse)

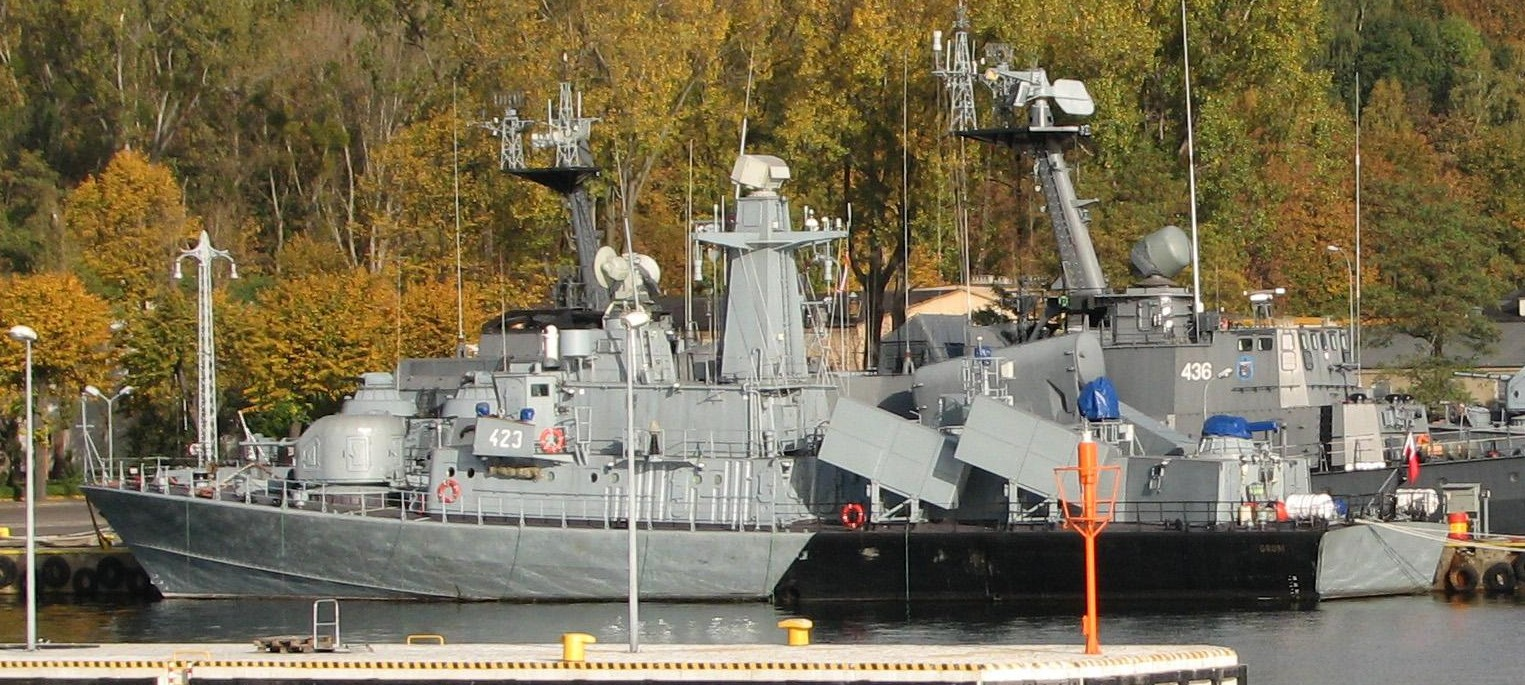

Корабли строились на верфи «Peenewerft» в г. Вольгаст.

#### Список
1. «Зассниц» (1990 год)
2. «Остзеебад Зеллин»
3. «Остзеебад Бинц»

#### История
Предполагалось, что этот РКА поступит на вооружение флотов стран-участниц Варшавского договора. До объединения Германии удалось построить только один корабль, два корабля были достроены уже в ФРГ. «Зассниц», «Остзеебад Бинц» и «Остзеебад Зеллин» как патрульные катера в 1990—1991 годах временно входили в состав ВМС ФРГ. Впоследствии были переданы береговой охране ФРГ. Три корабля в недостроенном состоянии переданы Польше, ещё четыре были сняты со строительства в октябре 1990 года. Кроме того ещё пять кораблей данного класса намечались к строительству, но дальше дело не пошло

#### Характеристики
- Водоизмещение: 348 т.
- Размеры: длина: 48,9 метров; ширина: 8,45 метров; Осадка: 2,15 метров.
- Макс. скорость хода: 37 узлов; Дальность хода: 2200 миль.
- Вооружение: 1 — 76-мм АУ АК-176, 1 x 6 — 30-мм АУ АК-630, 8 противокорабельных ракет.